# Carol Arthur
Carol Arthur, verheiratete Carol DeLuise (* 4. August 1935 in Hackensack, New Jersey als Carol Arata; † 1. November 2020 in Los Angeles, Kalifornien) war eine US-amerikanische Schauspielerin.

## Leben
Carol Arata wurde 1935 in New Jersey als Tochter eines Polizisten geboren. Von 1965 bis zu dessen Tod im Jahr 2009 war sie mit dem Schauspieler Dom DeLuise verheiratet, den sie 1963 bei einem Theaterauftritt kennengelernt hatte. Aus der Ehe gingen die drei Söhne Peter, Michael und David DeLuise hervor, die später ebenfalls Schauspieler tätig wurden.
Sie begann ihre Karriere in den 1960er Jahren am Theater. Seit Anfang der 1970er Jahre trat sie auch in Film- und Fernsehproduktionen unter dem Bühnennamen Carol Arthur auf. 1974 übernahm sie in Mel Brooks’ Westernsatire Der wilde wilde Westen die Rolle der Harriett Johnson. Später folgten weitere Rollen unter der Regie von Brooks in den Filmen Mel Brooks’ letzte Verrücktheit: Silent Movie, Robin Hood – Helden in Strumpfhosen und Dracula – Tot aber glücklich.
In ihren letzten Lebensjahren litt Arthur an der Alzheimer-Krankheit. Sie starb am 1. November 2020 im Alter von 85 Jahren im Mary Pickford House des Motion Picture & Television Fund in Woodland Hills.

## Filmografie (Auswahl)
- 1971: Arnie (Fernsehserie, 1 Episode)
- 1971: Making It
- 1974: Notruf California (Emergency!, Fernsehserie, 1 Episode)
- 1974: Der wilde wilde Westen (Blazing Saddles)
- 1974: Winter unserer Liebe (Our Time)
- 1975: Karen (Fernsehserie, 1 Episode)
- 1975: Die Sunny Boys (The Sunshine Boys)
- 1976: Sanford and Son (Fernsehserie, 1 Episode)
- 1976: Mel Brooks’ letzte Verrücktheit: Silent Movie (Silent Movie)
- 1977: The McLean Stevenson Show (Fernsehserie, 1 Episode)
- 1977: Rhoda (Fernsehserie, 1 Episode)
- 1977: Der größte Liebhaber der Welt (The World's Greatest Lover)
- 1978: What's Happening!! (Fernsehserie, 1 Episode)
- 1979: Heiße Ware (Hot Stuff)
- 1981: The Brady Girls Get Married (Fernsehfilm)
- 1983: Imbiß mit Biß (Alice, Fernsehserie, 1 Episode)
- 1983: Venice Medical (Fernsehfilm)
- 1983: Happy (Fernsehfilm)
- 1984: Chefarzt Dr. Westphall (St. Elsewhere, Fernsehserie, 1 Episode)
- 1985: Unglaubliche Geschichten (Amazing Stories, Fernsehserie, 1 Episode)
- 1989: The Princess and the Dwarf
- 1990: Lifestories (Fernsehserie, 1 Episode)
- 1990: Alles total normal – Die Bilderbuchfamilie (True Colors, Fernsehserie, 1 Episode)
- 1991: Trabbi goes to Hollywood
- 1992: Baby Talk
- 1993: Robin Hood – Helden in Strumpfhosen (Robin Hood: Men in Tights)
- 1995: Dracula – Tot aber glücklich (Dracula: Dead and Loving It)
- 1997: Killer per caso
- 1998: The Godson
- 1999: Robbie und Matt – Außer Rand und Band (Boys Will Be Boys, Fernsehfilm)
- 2000: Intrepid – Helden einer Katastrophe (Intrepid)
- 2002: It's All About You
- 2003: Traumpaar wider Willen (Between the Sheets)
- 2004: Eine himmlische Familie (7th Heaven, Fernsehserie, 1 Episode)

## Theatrografie (Auswahl)
- 1960–1961: Once Upon a Mattress National Tour (Tour)
- 1962–1963: I Can Get It for You Wholesale (Tour)
- 1964–1965: High Spirits (Alvin Theatre, New York)
- 1979–1980: The Music Man (Tour)
- 1981: Woman of the Year (Palace Theatre, New York)
- 1992: A Christmas Carol (The Byham Theater, Pittsburgh)
- 2005: Black Milk (The Studio Theatre Mead Theatre, Washington, DC)